# إرنو كوفاتش
إرنو كوفاتش هو سياسي مجري، ولد في 2 فبراير 1959 في كيكسكيميت في المجر. نشط حزبياً في فيدس – الاتحاد المدني المجري. وقد انتخب عضو الجمعية الوطنية المجرية ‏.